# Georg Dertinger
Georg Dertinger, né le 25 décembre 1902 à Berlin et mort le 21 janvier 1968 à Leipzig, est un homme politique allemand. Entre 1949 et 1953, il est ministre des Affaires étrangères au sein du gouvernement de la RDA.

## Biographie
Après avoir étudié le droit et l’économie il travaille comme journaliste et rédacteur en chef pour la Magdeburger Vokszeitung et Stahlhelm, journal du Parti national du peuple allemand. Membre de la Deutschationale Volkspartei, il est en relation avec le politicien catholique Franz von Papen depuis le début des années 1930. En 1933, il fait partie de la délégation allemande qui conclut un concordat avec le Vatican (elle est conduite par Franz von Papen et Ludwig Kaas).
Après la signature du concordat, il travaille pour divers journaux régionaux et provinciaux à partir de 1934.
En 1945, il est un des cofondateurs de la section est-allemande de la CDU, dont la section locale dirigée par Peter Bloch, et est membre de la direction du parti. Cette même année, il est recruté par le NKVD comme informateur. De 1949 à 1953, il est membre de la Volkskammer (la Chambre du peuple) et ministre des Affaires étrangères de la RDA. Le 6 juillet 1950, il signe un traité avec la Pologne reconnaissant la frontière Oder-Neisse.
Le 15 janvier 1953, il est arrêté et « démasqué » comme étant un espion. À l’issue d’une parodie de procès, il est condamné à 15 ans de prison et emprisonné à Bautzen d’où il est libéré en 1964. Un an avant sa libération, alors qu’il est protestant, il se convertit au catholicisme. Par la suite il travaille pour une maison d’édition.

## Vie privée
Georg Dertinger se marie deux fois : en 1926, il épouse Barbara von Dewitz (1904-1981), dont il divorce en 1934 pour épouser (1935) la journaliste Maria Oktavie Karolina baronne von Neuenstein-Rodeck (1905-2004). Sa femme est arrêtée en même temps que lui en 1953 et condamnée à huit ans de prison. Son fils Rudolf, lycéen, est également détenu trois ans en prison pour mineurs, il passe ensuite à l'Ouest.